# Enyalioides oshaughnessyi
Enyalioides oshaughnessyi — вид ігуаноподібних ящірок родини шипохвостих ігуан (Hoplocercidae). Мешкає в Колумбії і Еквадорі. Вид названий на честь британського герпетолога Артура О'Шонессі.

## Поширення і екологія
Enyalioides oshaughnessyi мешкають на тихоокеанських схилах Анд та у прилеглих низовинах на півдні Колумбії і півночі Еквадору. Вони живуть у вологих тропічних лісах, на висоті від 50 до 1600 м над рівнем моря.

## Збереження
МСОП класифікує цей вид як вразливий. Enyalioides oshaughnessyi загрожує знищення природного середовища.